# Blossomland Bridge

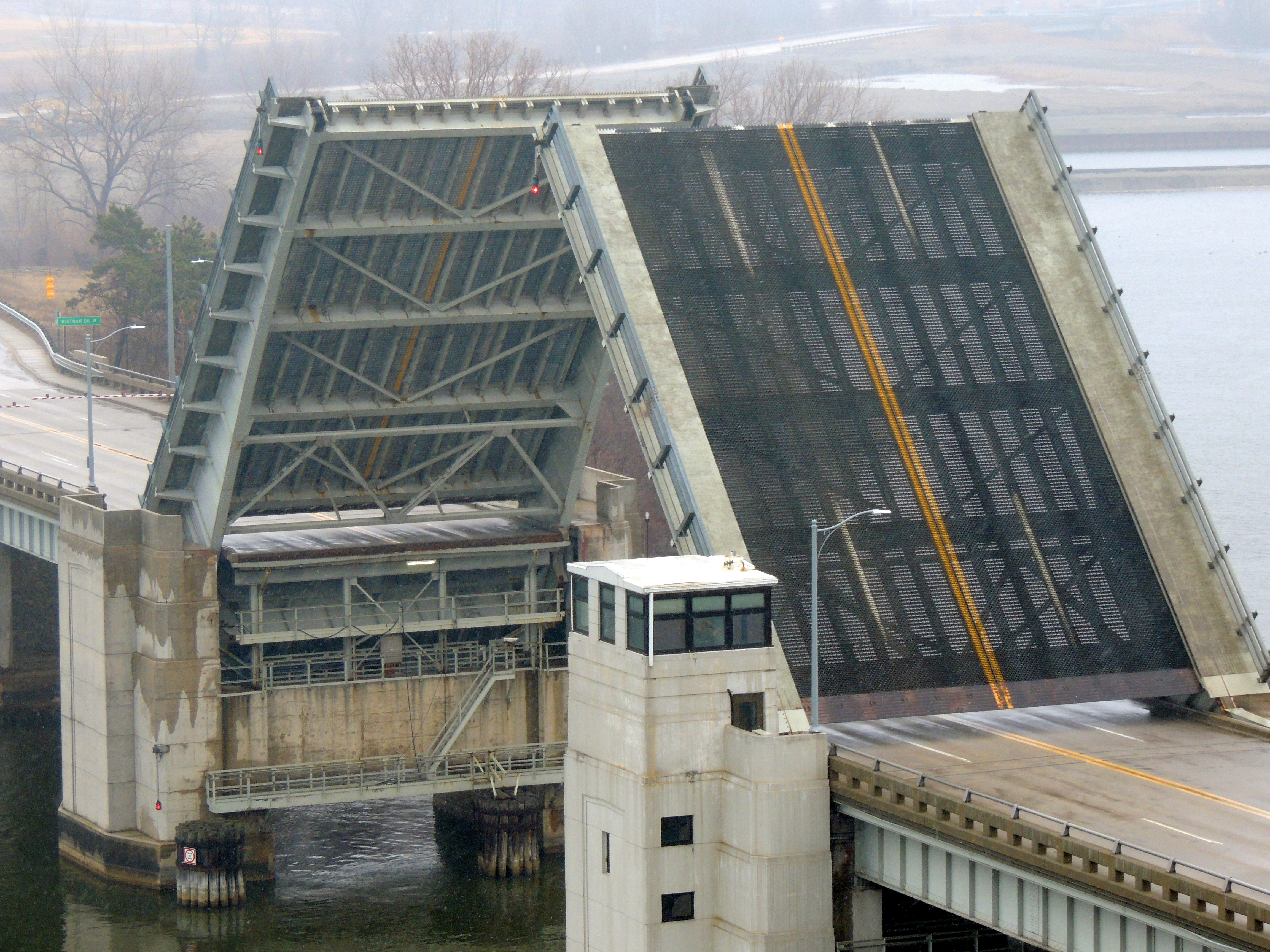
Die geöffnete Blossomland Bridge

Die Blossomland Bridge (auch bekannt als Michigan Bridge No. B01 of 11053) ist eine historische Klappbrücke in St. Joseph, im Berrien County im US-Bundesstaat Michigan, in den Vereinigten Staaten.
Die um 1949 errichtete Brücke überspannt den St. Joseph River kurz vor seiner Mündung in den Michigansee.
Die im Jahr 1989 sanierte Brücke hat eine Höchstspannweite von 50 Meter, eine Gesamtlänge von 217 Meter sowie eine Breite von 13,4 Meter. Außer dem Fundament aus Stahl besteht die Brücke weitgehend aus Beton. Pro Tag passieren etwa 11.200 Fahrzeuge die Klappbrücke (Stand: 2007).
Die Blossomland Bridge wurde am 17. Dezember 1999 vom National Register of Historic Places mit der Nummer 99001576 aufgenommen.